# Serenata (romanzo)
Serenata (Serenade) è un romanzo noir di James M. Cain pubblicato nel 1937.
Ha ispirato il film omonimo del 1956 diretto da Anthony Mann.

## Trama
Un bel baritono si è rifugiato in Messico per nascondere un inconfessabile segreto. L'atmosfera è torrida: in un locale debitamente malfamato avviene l'incontro fatale con una giovane prostituta di sangue indio. La vicenda è intrisa di eros, resa con scarne scene e dialoghi. La situazione si fa subito tesa, pericolosa, e li induce prima a spingersi verso l'interno, poi a rientrare clandestinamente negli Stati Uniti, dove il protagonista ridarà la scalata al successo. Ma quel segreto inconfessabile tornerà a offuscarne la carriera sino alla soluzione finale, tragica nella sua necessità, adombrata già nelle prime scene.

## Edizioni
- Serenata, traduzione di Eugenio Giovannetti, Milano-Roma, Jandi Sapi, settembre 1945,  p. 278.
- Serenata, traduzione di Ida Omboni, Collana I Coralli n.66, Torino, Giulio Einaudi Editore, 1955.
- Serenata, traduzione di Fabio Zucchella, Collana gli Adelphi, Milano, Adelphi, 2003, ISBN 978-88-459-1793-6.